# Estación de Uribarri
La estación de Uríbarri, con denominación oficial «Uribarri» (red de metro) o «Uribarri-Bilbao» (red de cercanías), es una estación ferroviaria de pasajeros situada en el barrio homónimo de la villa de Bilbao, correspondiente a la línea L3 del sistema de metro de Bilbao y a las líneas de cercanías E1 (línea Bilbao-San Sebastián), E3 (línea del Txorierri, Bilbao-Lezama) y E4 (línea de Urdaibai, Bilbao-Bermeo), todas ellas operadas por Euskotren Trena.
La estación, en caverna, fue diseñada por Norman Foster al estilo de las estaciones de las líneas L1 y L2, si bien cuenta con pequeñas mejoras respecto a las anteriores. Cabe destacar que uno de los accesos a la estación se realiza mediante un cañón ubicado junto a la antigua estación de Zumalacárregui de la antigua Línea 4 (Línea del Txorierri) de Euskotren Trena, la actual línea E3. La estación de Uríbarri es, de hecho, sucesora de la de Zumalacárregui, hoy en día fuera de servicio definitivamente.
Por su ubicación en pleno municipio de Bilbao, corresponde a la zona 1 del sistema de zonificación del Consorcio de Transportes de Bizkaia.

## Accesos
Esta es la estación de la red del Metro de Bilbao que cuenta con más accesos, cinco exactamente.
- Travesía Uribarri C, 11
- C/ San Valentín de Berriotxoa, 7
- Plaza Escuelas de Uribarri[1]
- Av. Zumalakarregi, 15 (estación de Euskotren) (salida Zumalakarregi)
- Travesía Uribarri C, esq. C/ Monte Izaro

## Galería de fotos

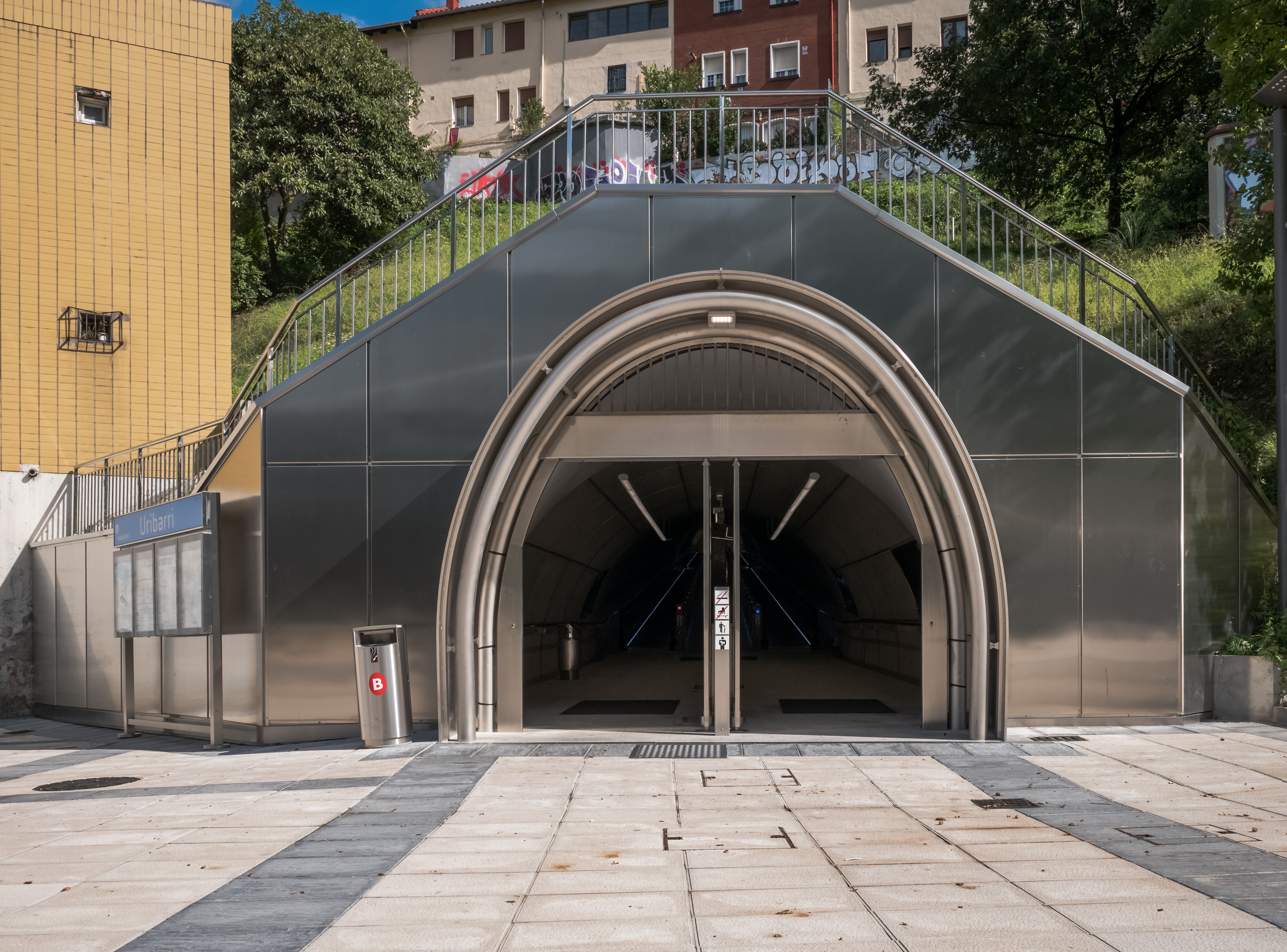
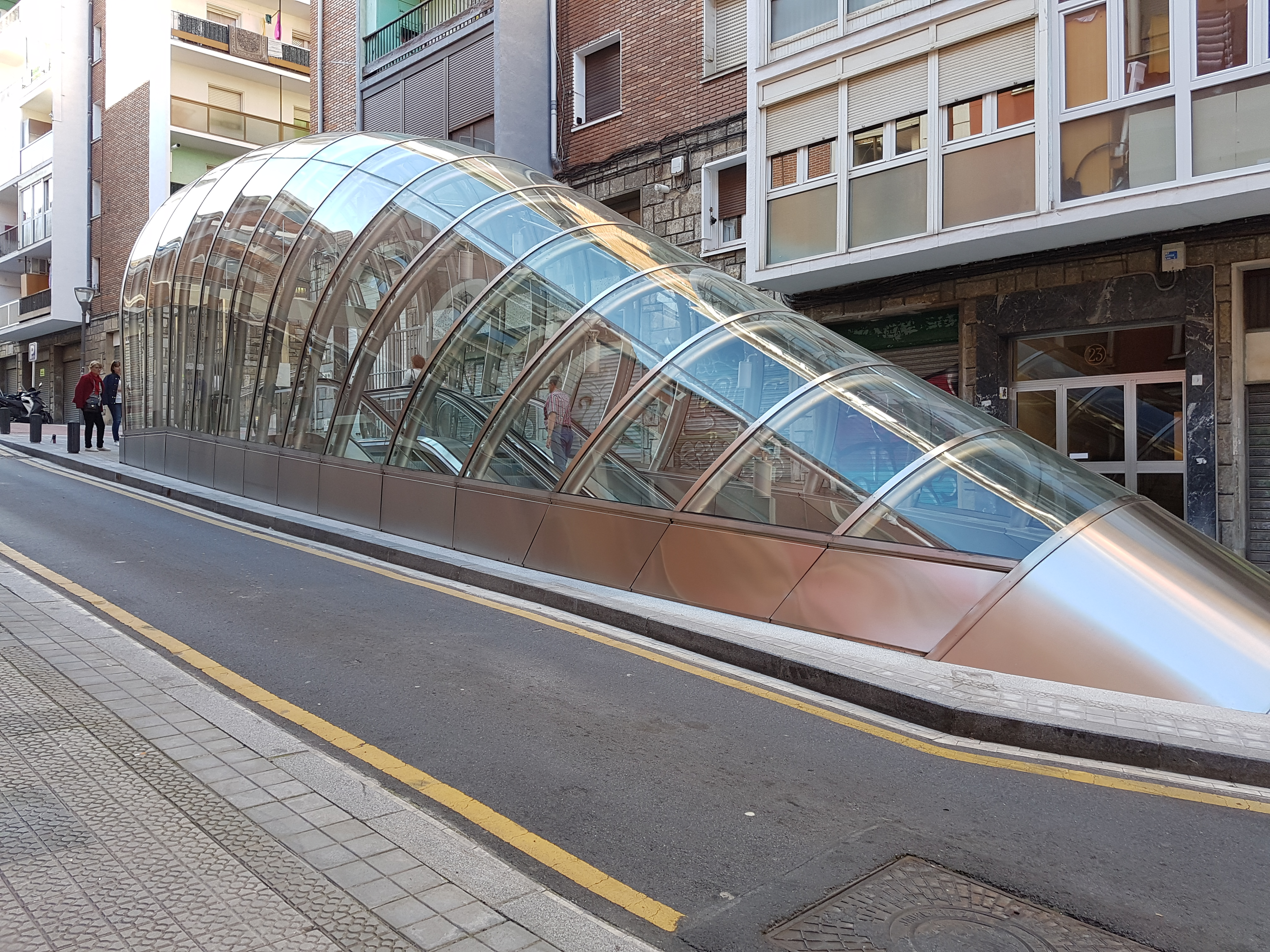
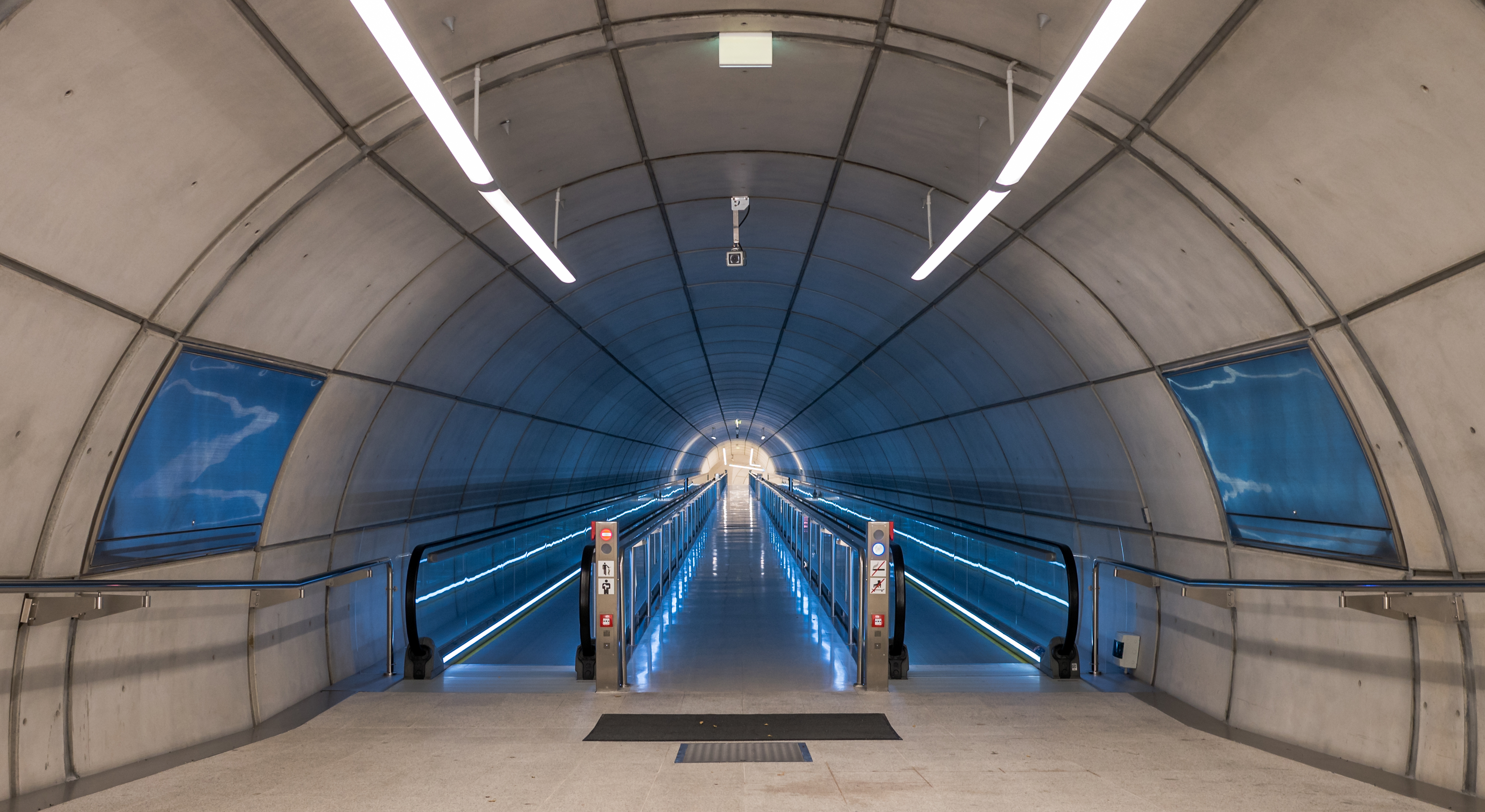